# Éhuns
Éhuns település Franciaországban, Haute-Saône megyében. Lakosainak száma 221 fő (2022. január 1.). Éhuns Breuches, Baudoncourt, Villers-lès-Luxeuil és Visoncourt községekkel határos.

## Népesség
A település népességének változása:
| Lakosok száma | 252  | 247  | 243  | 234  | 227  | 225  | 220  | 218  | 221  |
|               | 2013 | 2015 | 2016 | 2017 | 2018 | 2019 | 2020 | 2021 | 2022 |